# Khoja

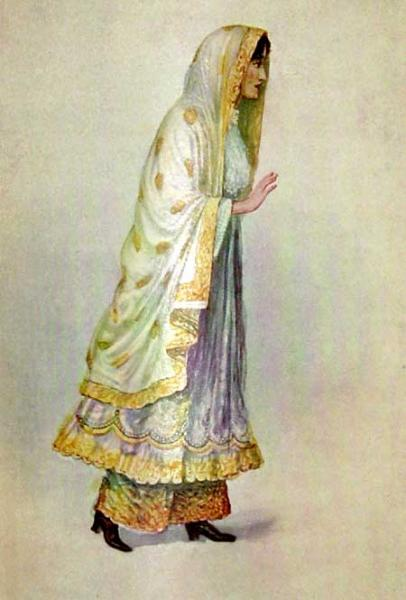
Mujer khoja

Los khojas (Khoja; خوجا) son una comunidad de la India en la que mayoría de los miembros son chíis ismailitas nizaríes, con algunos suníes y chiíes duodecimanos (imamíes) separados de la comunidad ismailita. En sentido general, se aplica a los nizaríes indios que viven principalmente en Guyarat (los momnes) y Multán (los Shamsi).

## Historia
Existía una comunidad ismailita en la India antes de la separación entre nizaríes y mustalita; cuando ocurrió tal, los indios quedaron en la primera. La tradición dice que fue Satgars Nur, de Daylaman, el primero daï en Patan (Guyarat); enviado por el imán al-Mustansir (1036-1094) o por el imán al-Hasan "ala dhikrih al-salam" (1162-1166) y se encargó de convertir al rey indio Siddha Raja Djaysimha (muerto hacia el 1143), pero carecemos de documentación coetánea sobre este periodo.
Se conocen algunos nombres de líderes de la comunidad, llamador pir, por ejemplo Salah al-Din, Shams al-Din, Nasir al-Din y Sahib al-Din (hijo y nieto de Shams al-Din), pero sus actividades particulares son casi desconocidas y tuvieron lugar muy probablemente en Sind y no en Gujarat; en todo caso progresaron poco a poco y el pir Sadr al-Din, hijo de Sahib al-Din, habría convertido a los khojas, una casta surgida de los lohanes. Su nombre (singular Khoja o Khodja) viene del persa khwadja o kwaja, que significa "maestro" y equivale en cierta forma al hindi thakur (noble).
Sadr al-Din habría muerto en fecha desconocida entre 1369 y 1416 según diferentes fuentes (la segunda fecha parece más probable). Le sucedió su hijo Hasan Kabir al-Din, que murió entre 1449 y 1490, probablemente en torno al 1470. Le siguió su hermano Tadj al-Din al que se opusieron sus sobrinos hijos de Kabir y tras ser acusado, murió. Imam Shah, hijo de Kabir, intentó la adhesión de los khoges del Sind sin éxito y se estableció en Guyarat donde hizo muchas conversiones y según la leyenda convirtió incluso al sultán Mahmud Shah I Begra Gudjarati (1458-1511) cuya hija se casó con Nar Muhammad, hijo de Imam Shah. Este murió en Pirana (localidad fundada por él mismo) en 1513 y Nar Muhammad le sucedió y se cree que en su tiempo se produjo un conflicto cuando se proclamó imán ismailita por encima del de Persia y formó la comunidad imamshahida arrastrando a una parte de los ismailitas del Guyarat. Parece que pasó algún tiempo hasta que fue enviado otro pir desde Persia pero no tuvo éxito y se estableció con algunos seguidores en Navanagar en Bhuj hacia el 1584, donde murió en 1593.
Posteriormente los nizaríes de Gujarat y los de Sind estuvieron gobernados por los waki (alguaciles) o por los bawas, pero los descendientes de Kabir al-Din conservaron mucha influencia. Mashayik, muerto en 1697, puso fin a la dependencia de los nizaríes del imán ismailita y se acercó a suníes e imamies. Su hermano Hasan, en cambio, permaneció fiel y le siguieron muchos momnes de Guyarat, junto a otros de otros lugares.
En 1840 llegó a la India Agha Khan Hasan Ali Shah reabriendo el conflicto dentro de las comunidades khojas nizaríes sobre la autoridad del imán. En 1866 un veredicto de Sir Joseph Arnould confirmó los derechos del Agha Khan y los disidentes se separaron de la comunidad y se hicieron suníes; otros disidentes se marcharon en 1877 y 1901, y se hicieron duodecimanos (imamíes), estableciendo comunidades en Bombay y África oriental.